# گروسکاوالو
گروسکاوالو (به ایتالیایی: Groscavallo) یک کومونه در ایتالیا است که در استان تورین واقع شده‌است.

## خصوصیات
گروسکاوالو ۹۳٫۰ کیلومترمربع مساحت و ۲۰۵ نفر جمعیت دارد و ۱٬۱۱۰ متر بالاتر از سطح دریا واقع شده‌است.